# Santiago Àngel Saura i Mascaró
Santiago Àngel Saura i Mascaró (Barcelona, 1818 - 4 de novembre de 1882) fou un naturalista i escriptor català.
Saura estudià la carrera de Dret, però no va exercir mai. Va col·laborar –sovint amb pseudònim– a El Sol i en altres diaris barcelonins i va ser redactor de la revista La Abeja. Va col·leccionar objectes diversos d'entomologia i malacologia, ceràmica, numismàtica i antiguitats, que avui es troben al Museu Martorell de Barcelona. Va ser membre de moltes entitats científiques i culturals de Catalunya i l'estranger, com ara de la Reial Acadèmia de Ciències i Arts de Barcelona –en què va formar part de diverses comissions–, la Societat Filomàtica de Barcelona, la Reunió Literària de Barcelona, la Societat Arqueològica Tarraconense, la Societat Barcelonesa d'Amics de la Instrucció, l'Ateneu Barcelonès, la Societat Entomològica de França i Bèlgica, la Sociedad Española de Historia Natural, la Societat Econòmica Barcelonesa d'Amics del País o la Societat Botànica Barcelonesa l'Acadèmia de Taquigrafia de Barcelona. Publicà diverses obres científiques i literiàries i un Diccionario manual... de las lenguas catalana-castellana (1851), reeditat com a mínim set vegades en castellà i sis en català, a partir del 1878. Va traduir El Paraiso Perdido de John Milton per les edicions populars IBERIA l'any 1932.

## Obra publicada

### Obra científica
- El secreto de la doble vista antimagnética (1847)
- Historia de los aeronautas y los globos aerostáticos (1847)
- Diccionario manual... de las lenguas catalana-castellana (1851)  (edició de 1883)
- Importancia de los estudios entomológicos (1871)
- Montserrat subterránea (1882)

### Obra literària
- Novísimo manual epistolar (1849)
- Don Enrique el doliente (1853)

### Traduccions
- El Paraiso Perdido (1932)